# Мішелл Терк
Мішелл Терк (англ. Michelle Turk; нар. 23 вересня 1967) — колишня австралійська тенісистка.
Найвищу одиночну позицію світового рейтингу — 255 місце досягла 2 березня 1987, парну — 175 місце — 21 грудня 1986 року.

## Фінали ITF
| Легенда         |
| --------------- |
| турніри $25,000 |
| турніри $10,000 |

### Парний розряд: 5 (1–4)
| Результат | Ранг | Дата             | Турнір                            | Покриття | Партнерка    | Суперниці                   | Рахунок       |
| --------- | ---- | ---------------- | --------------------------------- | -------- | ------------ | --------------------------- | ------------- |
| Поразка   | 1.   | 17 червня 1984   | Фріголд Тауншип (Нью-Джерсі), США | Тверде   | Луїс Філд    | Лінда Гауелл Лінда Гейтс    | 6–4, 2–6, 1–6 |
| Поразка   | 2.   | 4 березня 1985   | Тасманія, Австралія               | Тверде   | Коллін Карні | Луїс Філд Дженін Томпсон    | 1–6, 6–4, 4–6 |
| Поразка   | 3.   | 22 вересня 1985  | Бостон, США                       | Тверде   | Коллін Карні | Луїс Філд Ліса О'Нілл       | 4–6, 1–6      |
| Перемога  | 1.   | 8 листопада 1985 | Голд-Кост, Австралія              | Трава    | Луїс Філд    | Кріс О'Ніл Пем Вайткросс    | 6–0, 7–5      |
| Поразка   | 4.   | 29 червня 1986   | Сібрук (Нью-Гемпшир), США         | Ґрунт    | Елісон Скотт | Манон Боллеграф Ліз Грегорі | 2–6, 1–6      |